# Cephrenes
Cephrenes är ett släkte av fjärilar. Cephrenes ingår i familjen tjockhuvuden.

## Bildgalleri

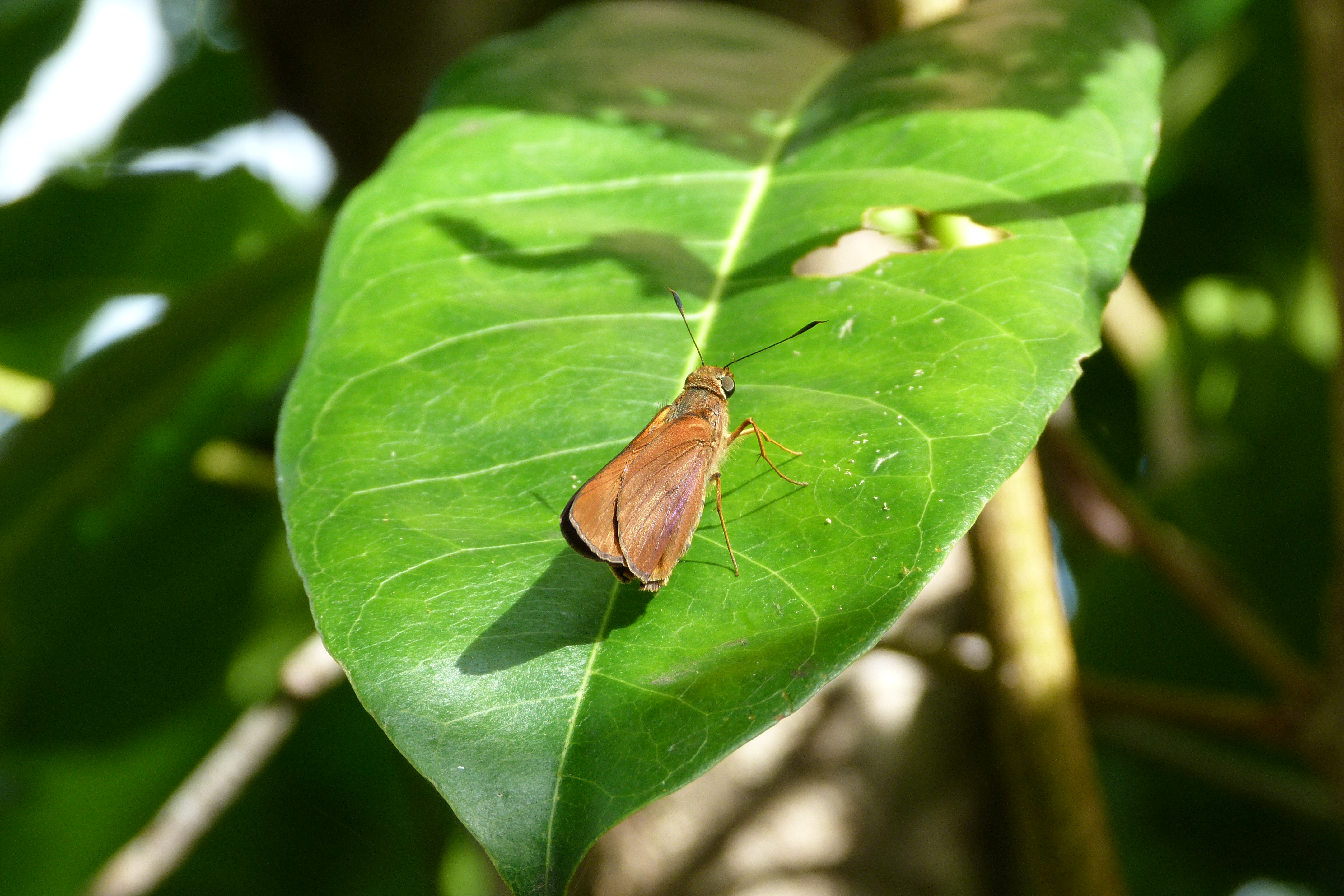
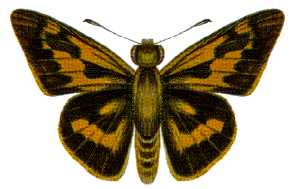
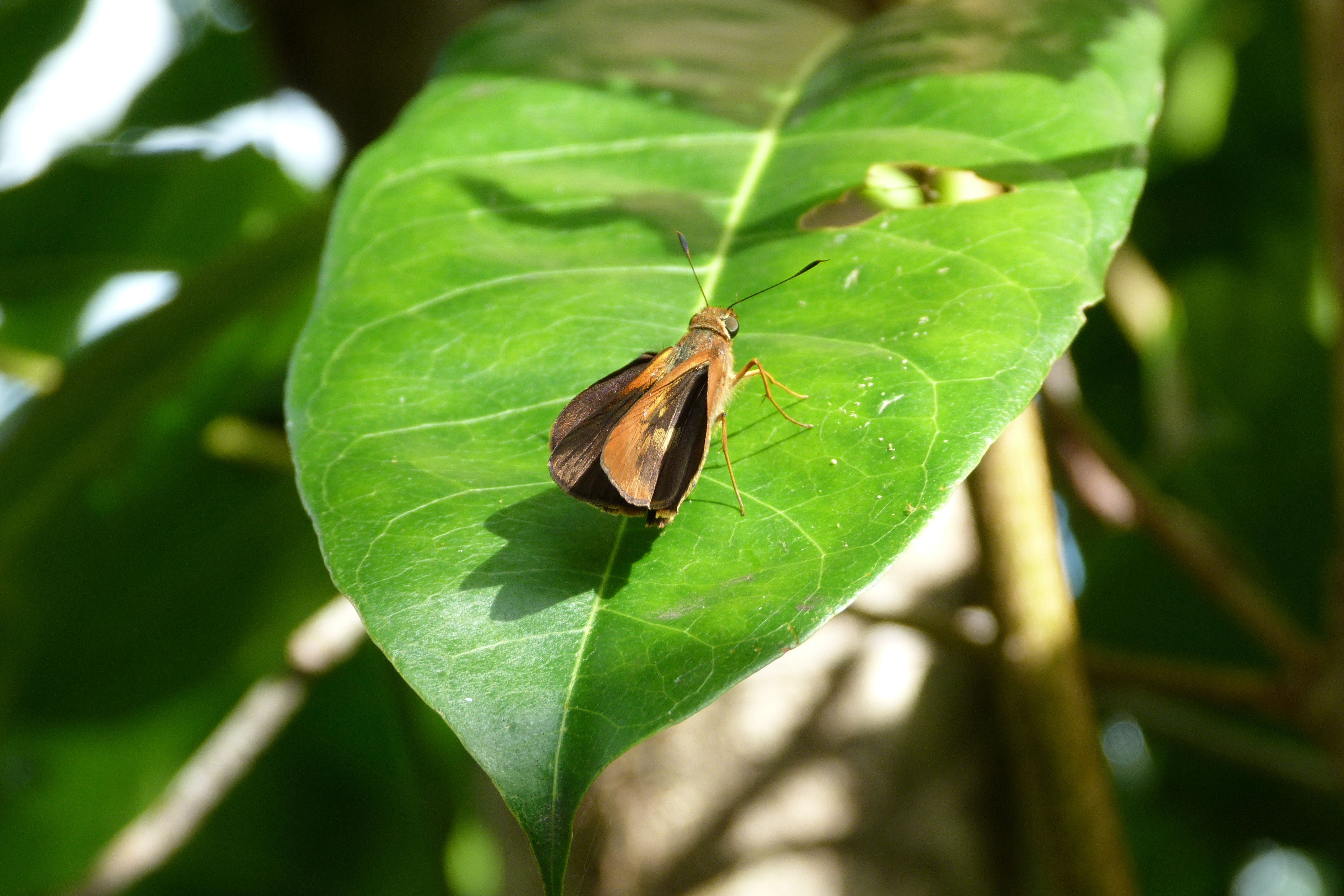
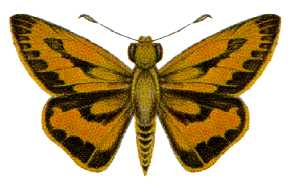

## Dottertaxa tillCephrenes, i alfabetisk ordning[1]
- Cephrenes acalle
- Cephrenes arua
- Cephrenes augiades
- Cephrenes augiana
- Cephrenes augusta
- Cephrenes baweana
- Cephrenes bruno
- Cephrenes burua
- Cephrenes carna
- Cephrenes chrysozona
- Cephrenes hainanum
- Cephrenes ismenoides
- Cephrenes kayapu
- Cephrenes kliana
- Cephrenes lompa
- Cephrenes macleayi
- Cephrenes meeki
- Cephrenes moseleyi
- Cephrenes negrosiana
- Cephrenes niasica
- Cephrenes nicobarica
- Cephrenes oceanica
- Cephrenes palmarum
- Cephrenes raktaja
- Cephrenes shortlandica
- Cephrenes sperthias
- Cephrenes tara
- Cephrenes tenimbra
- Cephrenes trichopepla
- Cephrenes tugela
- Cephrenes ulama
- Cephrenes websteri